# 何煒麟
何煒麟（英語：Ho Wai Lun，1992年12月21日—），香港男子羽毛球運動員。

## 簡歷
何煒麟曾代表香港參加2018年湯姆斯盃（國際男子羽球團體賽），在小組賽第三場對德國時，與楊盛才搭檔出賽第二男雙，以18-21、19-21輸給瓊斯·拉夫利·詹森/約舍·茲沃涅組合。雖然該場香港隊以3:2獲勝，但小組賽仍以1勝2負遭到淘汰。
2019年11月，何煒麟與袁倩瀅搭檔參加2019年韓國羽毛球大師賽，在前兩輪先後擊敗中華台北組合李芳至/ 李芷蓁與澳洲組合梁永亨/格羅婭·薩莫維爾，晉級八強。

## 主要比賽成績
只列出曾進入準決賽的國際賽事成績：
| 年份   | 賽事               | 公開賽級別 | 項目     | 搭檔   | 成績   |
| ------ | ------------------ | ---------- | -------- | ------ | ------ |
| 2022年 | 葡萄牙羽毛球國際賽 | 國際系列賽 | 男子雙打 | 楊銘諾 | 準決賽 |

| 2007-2017年 | 首要超級賽 | 超級賽 | 黃金大獎賽 | 大獎賽 | 國際挑戰賽 | 國際系列賽 | 未來系列賽 | 其他 |

| 2018-2026年 | 總決賽 | 超級1000賽 | 超級750賽 | 超級500賽 | 超級300賽 | 超級100賽 | 國際挑戰賽 | 國際系列賽 | 未來系列賽 | 其他 |